# Moissonneuse-batteuse
Ne doit pas être confondu avec Moissonneuse-lieuse ou Moissonneuse.

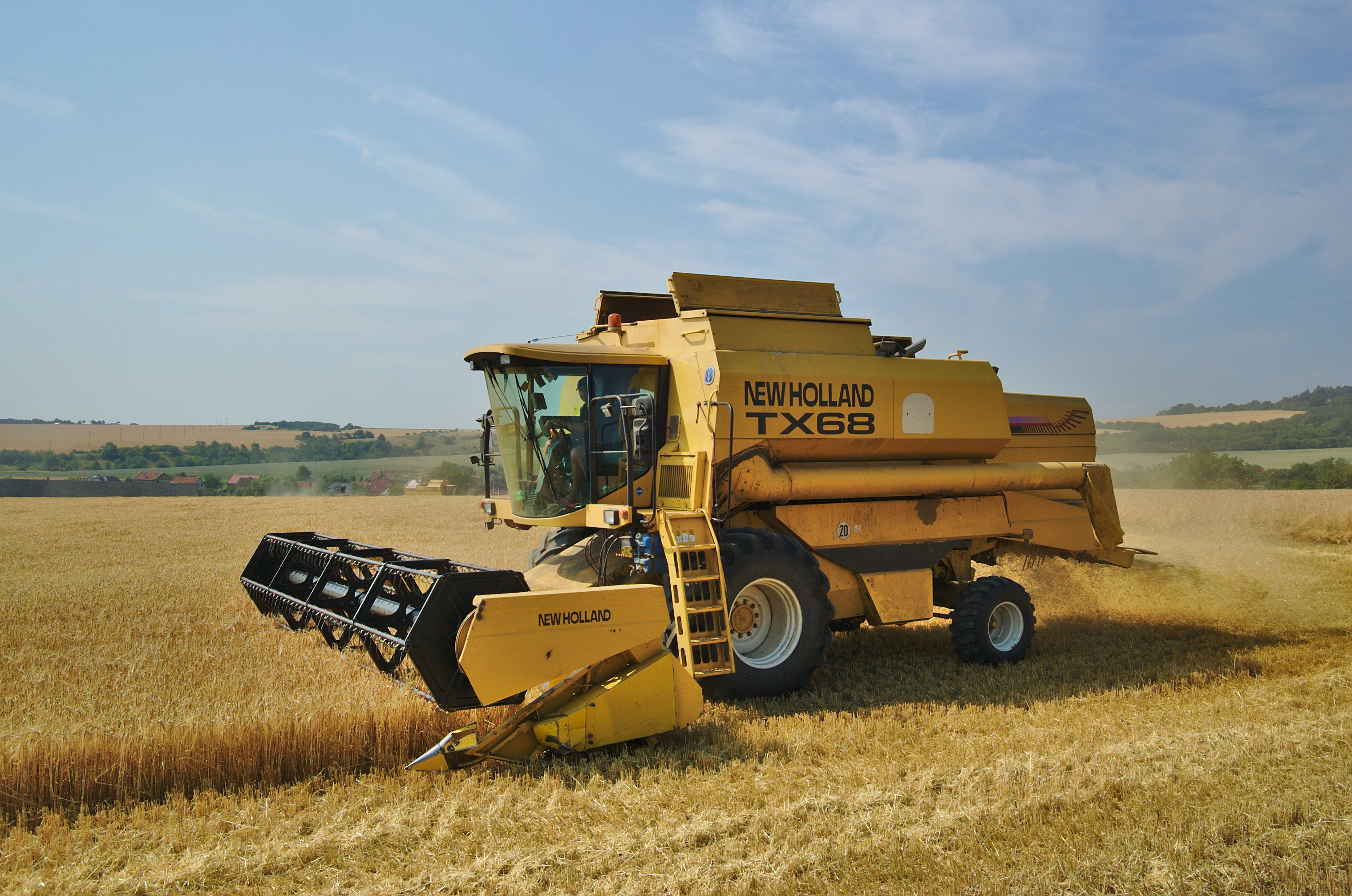
Moissonneuse-batteuse automotrice New Holland TX68. Broyeur de paille en action.

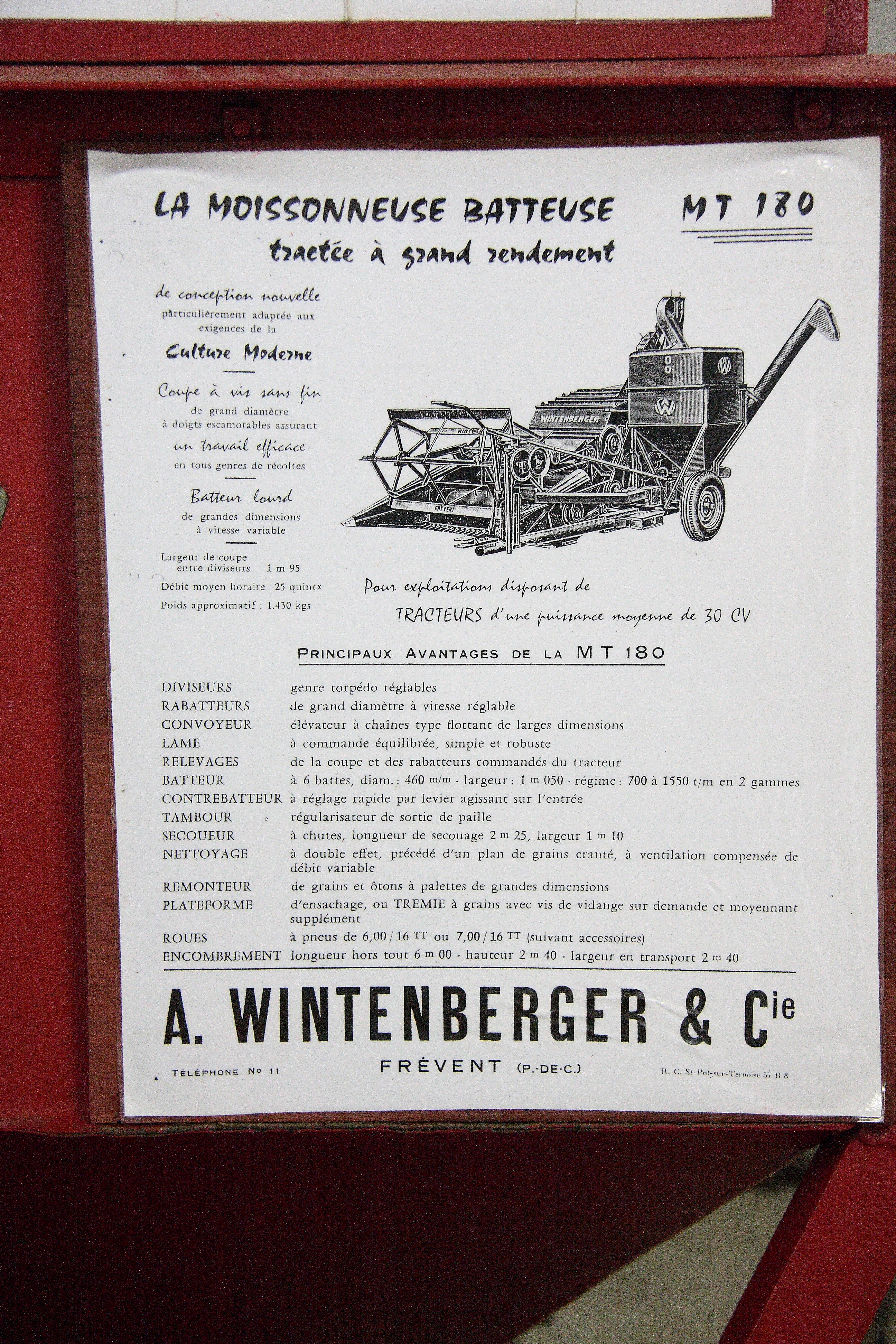
Moissonneuse-batteuse tractée. Mécanisme entraîné par la prise de force du tracteur.

Une moissonneuse-batteuse est une machine agricole destinée à la récolte de graines, principalement de céréales, en une seule opération. Elle réalise simultanément la moisson et le battage ainsi qu'optionnellement le broyage des pailles.
Les moissonneuses-batteuses spécialisées pour la récolte du maïs sont aussi appelées cueilleur-égreneur ou corn-sheller.
Il en existe trois types : les conventionnelles possèdent des secoueurs, les axiales ont des rotors à la place du batteur et des secoueurs, et les hybrides tiennent des deux avec batteur et rotor.

## Histoire

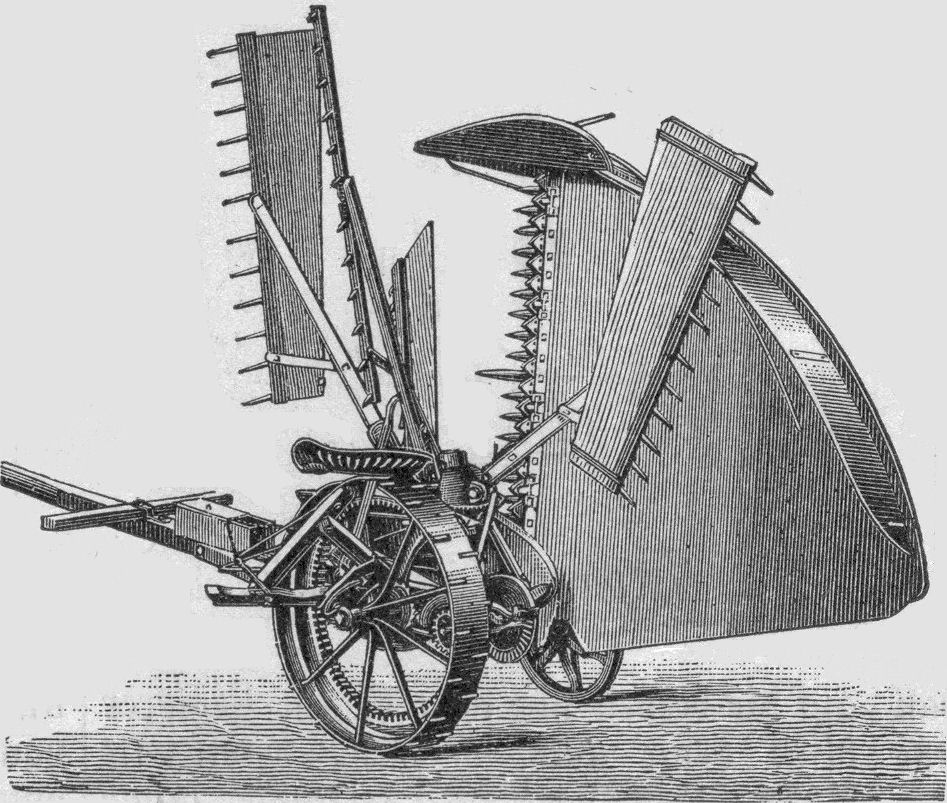
Moissonneuse-javeleuse de McCormick avec sa lame de coupe et son tablier relevés. Le tourniquet de rabatteurs est bien visible.

C'est l'Américain Cyrus McCormick qui déposa le brevet de la moissonneuse mécanique, en 1834 pour la Virginia reaper. Il s'agissait d'une faucheuse à lame à sections prolongée d'un tablier. Un homme suivant la machine devait constituer les javelles avec les céréales arrivant sur ce tablier. Les modèles suivants furent équipés d'un tourniquet de rabatteurs réalisant et déposant les javelles à terre : c'est la moissonneuse-javeleuse.  Il fallait encore lier ces javelles (gerbes), les entasser, les transporter avant de les passer dans la batteuse.
Après l'invention du noueur mécanique (John Appleby, 1878), les moissonneuses-lieuses permirent de produire directement des gerbes. En même temps le tourniquet de rabatteurs fut remplacé par des rabatteurs montés sur un axe horizontal. Depuis lors, les coupes de céréales à paille n'ont que très peu évolué.

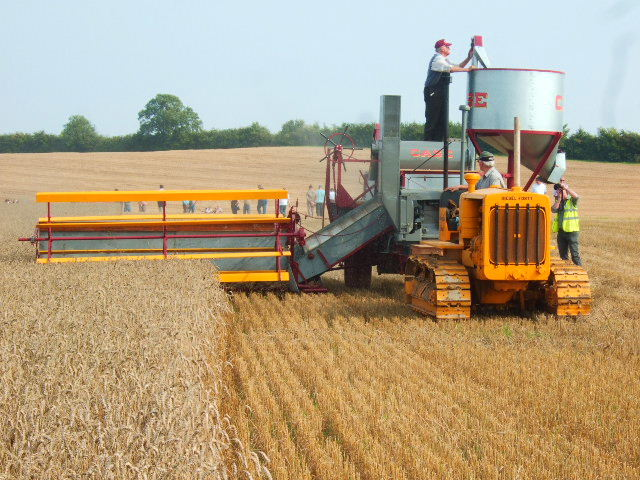
Moissonneuse-batteuse tractée Case à moteur auxiliaire.

Un autre Américain, Hiram Moore déposa un brevet sur un modèle de moissonneuse-batteuse aussi en 1834. Lewis Miller proposa de mettre la lame de coupe à l'avant de la batteuse. Cette combinaison d'une faucheuse-récolteuse et d'une batteuse mobile est à l'origine de l'appellation nord-américaine de la machine : combine-(harvester). En 1866, Célestin Gérard construit la première batteuse mobile de France. En Europe, la première moissonneuse batteuse a été construite par Claas.  Les premières machines étaient tractées avec une coupe latérale et leur mécanisme entraîné par un moteur auxiliaire. Dans les années 1920, la mise au point de tracteurs plus puissants équipés de prise de force permit de supprimer le moteur auxiliaire. L'utilisation de machines automotrices se développa à partir des années 1950 et en 1952 sort la Claeys MZ, première automotrice européenne fabriquée en grande série. Les commandes hydrauliques facilitèrent la conduite de la machine.

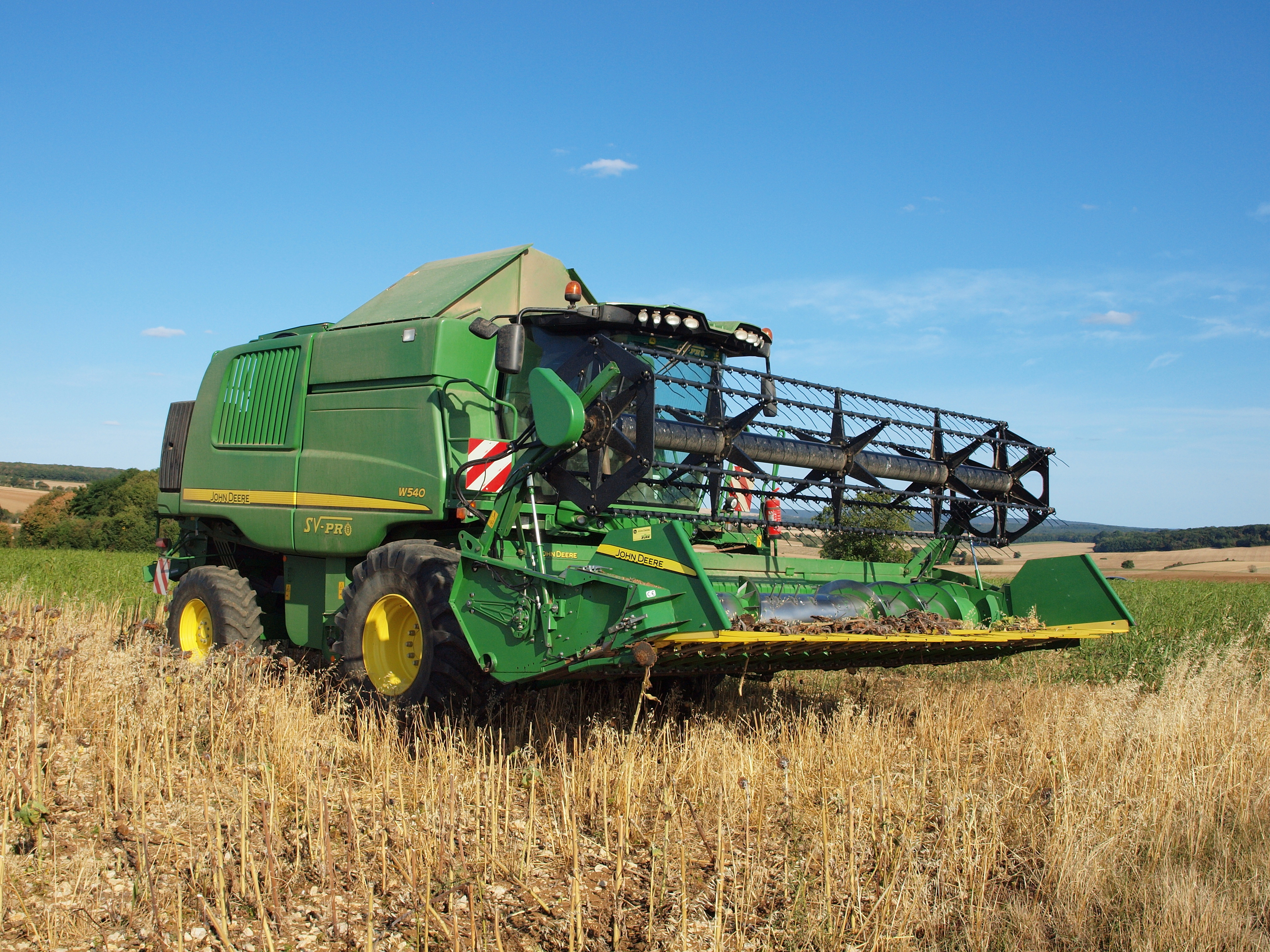
John Deere W540, équipée d'une coupe à tournesols (sans diviseurs notamment).

Lorsque la largeur des coupes s'approcha de 4 m, il fallut prévoir des coupes facilement amovibles. Cette possibilité facilite le transport et favorise la polyvalence de la machine à laquelle on peut adapter des coupes à maïs, tournesol…
Peu à peu, surtout à partir des années 1990 à 2000, les machines ont été dotées de systèmes toujours plus sophistiqués de séparation mécanique et/ou pneumatique du grain (et des matières autres que le grains). Ceci a notamment demandé des études fines des propriétés aérodynamiques des grains en suspension dans un flux d'air. Les machines ont été aussi dotées de capteurs plus précis et résistants à la poussière et aux conditions du battage, de même pour les automatismes de pilotages associés à des caméras et mesures GPS/Galileo,, capteur de débits et capteurs radar de vitesse notamment.
En France, le CEMAGREF et l'INRA ont joué un rôle important dans le perfectionnement du machinisme agricole, ainsi que certaines universités dont l'université de Clermont-Ferrand II [réf. nécessaire]. Les moissonneuses actuelles font plus de 600 ch, ont des coupes jusqu'à 12 m (un fabricant (Mid West) propose une coupe de 18 m). Elles sont capables de battre plus de 80 t de céréales et ne consomment pas plus de 20 L de carburant par hectare.
Les machines les plus récentes sont équipées de divers perfectionnements : cabines climatisées, systèmes de contrôle divers (horizontalité de la barre de coupe, correction de dévers, aide à la conduite avec le GPS, cartographie de rendement, semoir pour couverts végétaux, etc.). Dans le cadre du développement de l'agriculture de précision, elles ont aussi été équipées de systèmes de guidage divers, y compris localisation par satellite, de systèmes de mesures des quantités récoltées, voire de la qualité du grain (évaluation de la teneur en eau et en protéine).

## Enjeux
À l'apparition de la mécanisation, les opérations de coupe (moisson) et de battage étaient séparées et dissociées.
Les premières machines de coupe mises sur le marché étaient tirées par un attelage de chevaux, puis par un tracteur, et les batteuses étaient actionnées par un cheval sur un tapis roulant, puis par une machine à vapeur (locomobile), puis par la prise de force d'un tracteur. La moissonneuse-batteuse en associant ces deux opérations simultanément a permis un important gain de temps et de productivité, mais au détriment de l'emploi agricole. Cette nouvelle machine a aussi permis une plus grande réactivité face aux aléas climatiques.

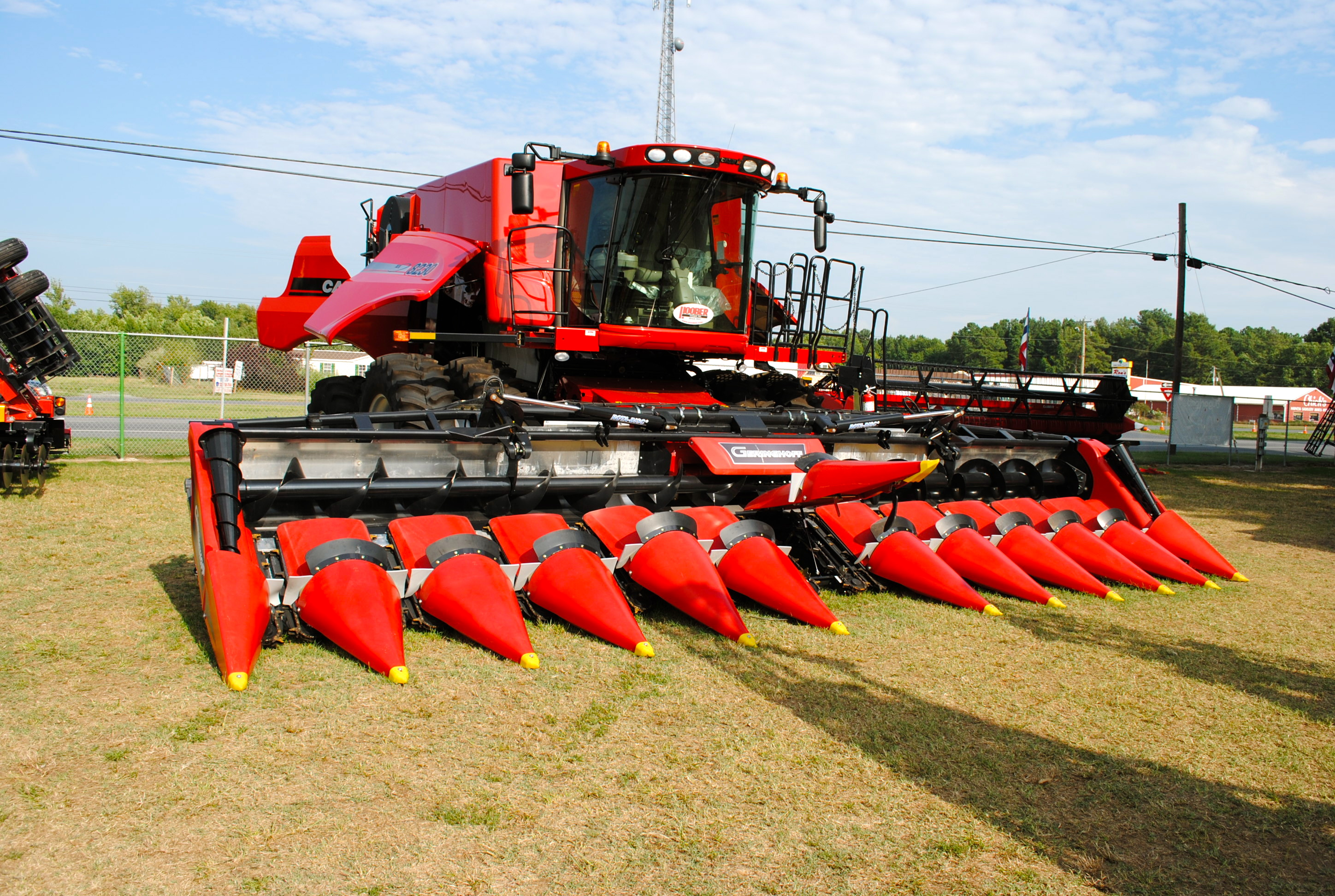
Moissonneuse Case équipée d'une table de coupe à maïs, 2012.

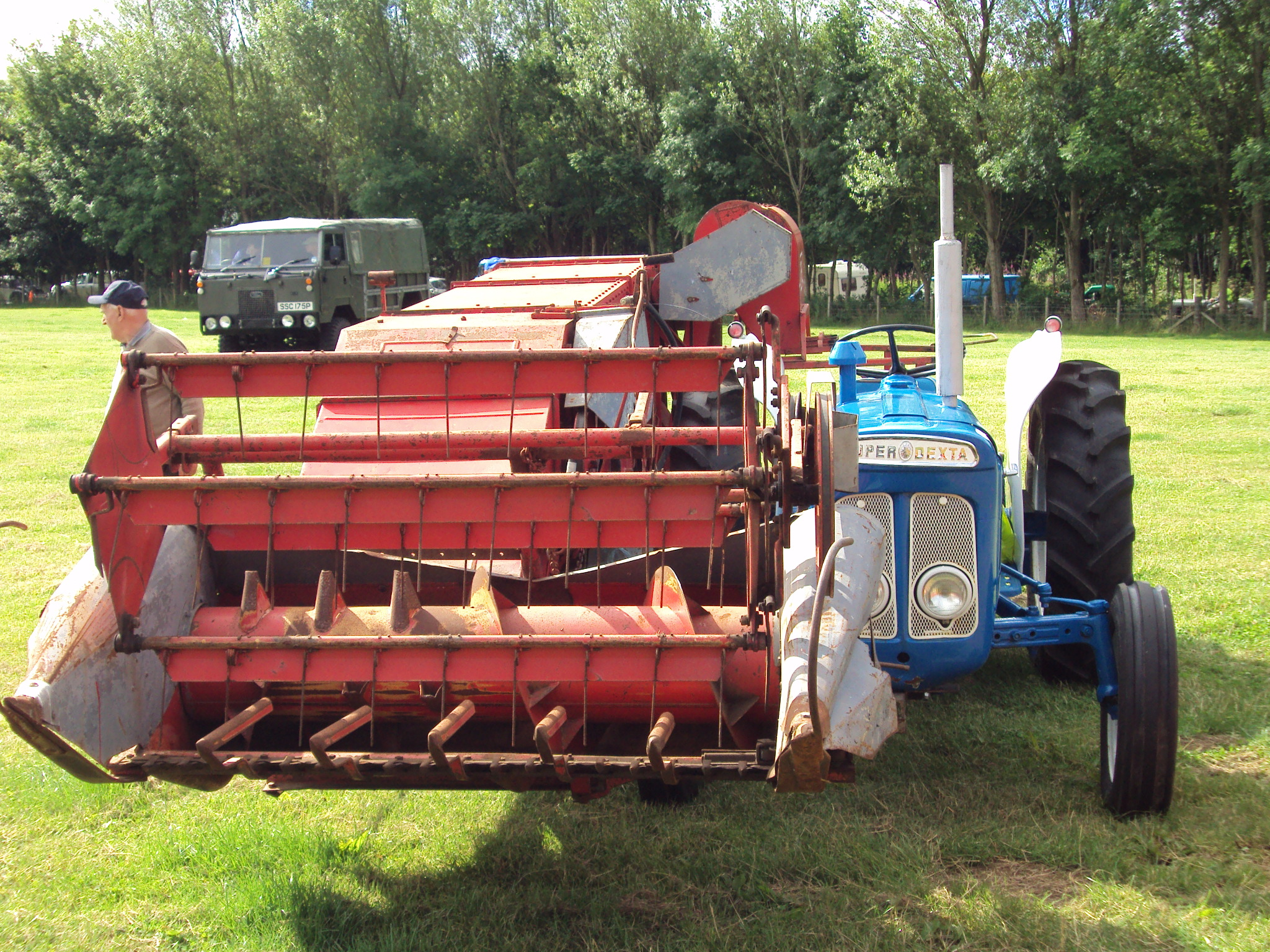
Moissonneuse semi-portée JF-Fabriken. Cette disposition avait pour but de conserver les avantages d'une automotrice pour le prix d'une tractée. Années 1960.

La puissance de ces machines est de plus en plus importante : elle est passée d'un intervalle de 100 à 180 ch en 1980 à un intervalle de 200 à 790 ch actuellement. Leur grande taille les rend inutilisables sur les petites parcelles bocagères et au-delà d'une certaine pente. À la fin des années 1990, pour augmenter le rendement et diminuer la pénibilité du travail, un système de guidage (télémétrie laser) et de géopositionnement a été intégré dans le pilotage de la machine. Les machines agricoles ont profité des progrès scientifiques en sciences appliquées dans le domaine de la dynamique des fluides et dans la mesure de précision d'un flux variable et continu.

### Capteurs
Les capteurs de débit sont parmi les plus importants de l'électronique embarquée, car mesurant le flux de grain conduit vers la trémie. Ils doivent être régulièrement calibrés, et l'on doit préciser le poids spécifique du grain pour certains d'entre eux. Plusieurs modèles sont commercialisés, basés sur des principes physiques différents :
- capteur massique à impact : il est positionné en aval de l'élévateur, et constitué d’une pièce mécanique instrumentée (éléments sur lesquels le flux de grain vient frapper et qui enregistre la force du flux)[16] ;
- capteur volumétrique à barrière lumineuse : il mesure le niveau de remplissage des palettes de l’élévateur[16] ;
- capteur massique à effet capacitif : il mesure la « permittivité » du grain (lequel se comporte en matériau diélectrique)[16] ;
- capteur massique à source radioactive : ici c'est le rayonnement gamma plus ou moins absorbé par le flux de grain selon son débit que l'on mesure. De tels capteurs sont soumis à des réglementations nationales qui font qu'ils sont interdits dans certains pays (ex. : autorisés au Royaume-Uni et au Danemark) en 1997, mais interdits en France[16].

La mesure est pondérée par le facteur humidité du grain, paramètre mesuré par un « capteur à effet capacitif » parfois lui-même pondéré par une sonde de température.
Pour faciliter une standardisation des matériels électroniques (agricoles et forestiers) et/ou des protocoles de mesure et transduction, les interfaces montées sur les engins, les réseaux de commande et de communication de données en série, la réalisation d'un dictionnaire de données agricoles, les échanges de données informatisés entre systèmes d'information agricoles, etc., l'ISO a mis en place un sous-comité technique « Électronique en agriculture ».

### Traitement des données
« Cartes de rendement » : les mesures faites par les capteurs (décrits ci-dessus) sont faites au moins au rythme d'une par seconde et associées à la position de la moissonneuse (connue grâce au GPS, souvent à un ou deux mètres près. Ces données sont informatiquement mémorisées. Après une correction visant à tenir compte du temps mis par le grain pour quitter son emplacement dans le champ et passer devant le capteur de débit ; une base de données est ainsi constituée. Elle permet de générer des cartes de rendement qui sont nécessaires à l'agriculteur s'il veut développer une « agriculture de précision » tout en restant dans le contexte d'une agriculture industrielle et mécanisée. La carte de rendement est produite par un logiciel de cartographie qui va dessiner les zones d'équirendement (de rendement égal, sachant que dans un champ de céréales, la productivité peut varier de plusieurs tonnes de grain par ha) en lissant les dégradés par des méthodes géostatistiques (moyenne arithmétique, krigeage, poids inverse de la distance, etc.), de manière à combler les trous correspondant aux zones non couvertes par des mesures effectives. Dans certains cas, le terminal informatique qui enregistre ces mesures sur la moissonneuse-batteuse peut lui-même être transféré vers un tracteur qui ensuite pourra moduler ses applications d'intrants en fonction de la carte : là où le rendement était moindre, la distribution d'engrais pourra être plus importante, et inversement pour les endroits où le rendement était optimal. Une certaine marge spatiale d'erreur est due à la largeur de la barre de coupe, et à la perte de certains grains. Pour les grandes surfaces, cette approche semble moins coûteuses que l'établissement de cartes de qualité des sols par des analyses de sol, même si des systèmes légers de préleveurs d'échantillons montés sur des quads équipés de GPS ont été mis au point par les prestataires d'analyse de sols. Les cartes de rendement peuvent aussi orienter le positionnement des futurs échantillons de sol à analyser pour mieux comprendre les facteurs expliquant les zones de moindre rendement.
De même, l'informatique ne peut pas encore tout expliquer : une partie des baisses de rendement n'est pas due au sol mais au passage de turbulences qui ont couché les céréales, à des grêles, etc. ou aux effets d'un parasite ou d'un pathogènes. D'autres données doivent donc être étudiées, et durant plusieurs années avant d'obtenir une bonne carte de rendement et des prescriptions ou recommandations vraiment adaptées au contexte agro-environnemental.

## Schéma de fonctionnement
| Schéma d'une moissonneuse-batteuse conventionnelle. | Légende | Légende                 | Légende | Légende             |    |             |
| Schéma d'une moissonneuse-batteuse conventionnelle. | 1       | rabatteur à griffes     | 11      | grille supérieure   |    |             |
| Schéma d'une moissonneuse-batteuse conventionnelle. | 2       | barre de coupe          | 12      | grille inférieure   |    |             |
| Schéma d'une moissonneuse-batteuse conventionnelle. | 3       | vis d’alimentation      | 13      | vis à otons         |    |             |
| Schéma d'une moissonneuse-batteuse conventionnelle. | 4       | convoyeur               | 14      | recyclage des otons |    |             |
| Schéma d'une moissonneuse-batteuse conventionnelle. | 5       | récupérateur de pierres | 15      | vis à grains        |    |             |
| Schéma d'une moissonneuse-batteuse conventionnelle. | 6       | batteur                 | 16      | trémie à grains     |    |             |
| Schéma d'une moissonneuse-batteuse conventionnelle. | 7       | contre-batteur          | 17      | broyeur à paille    |    |             |
| Schéma d'une moissonneuse-batteuse conventionnelle. | 8       | secoueurs               | 18      | cabine de conduite  |    |             |
| Schéma d'une moissonneuse-batteuse conventionnelle. | 9       | table de préparation    | 19      | moteur              |    |             |
| Schéma d'une moissonneuse-batteuse conventionnelle. | 10      | ventilateur             | 20      | vis de déchargement | 21 | tire-paille |

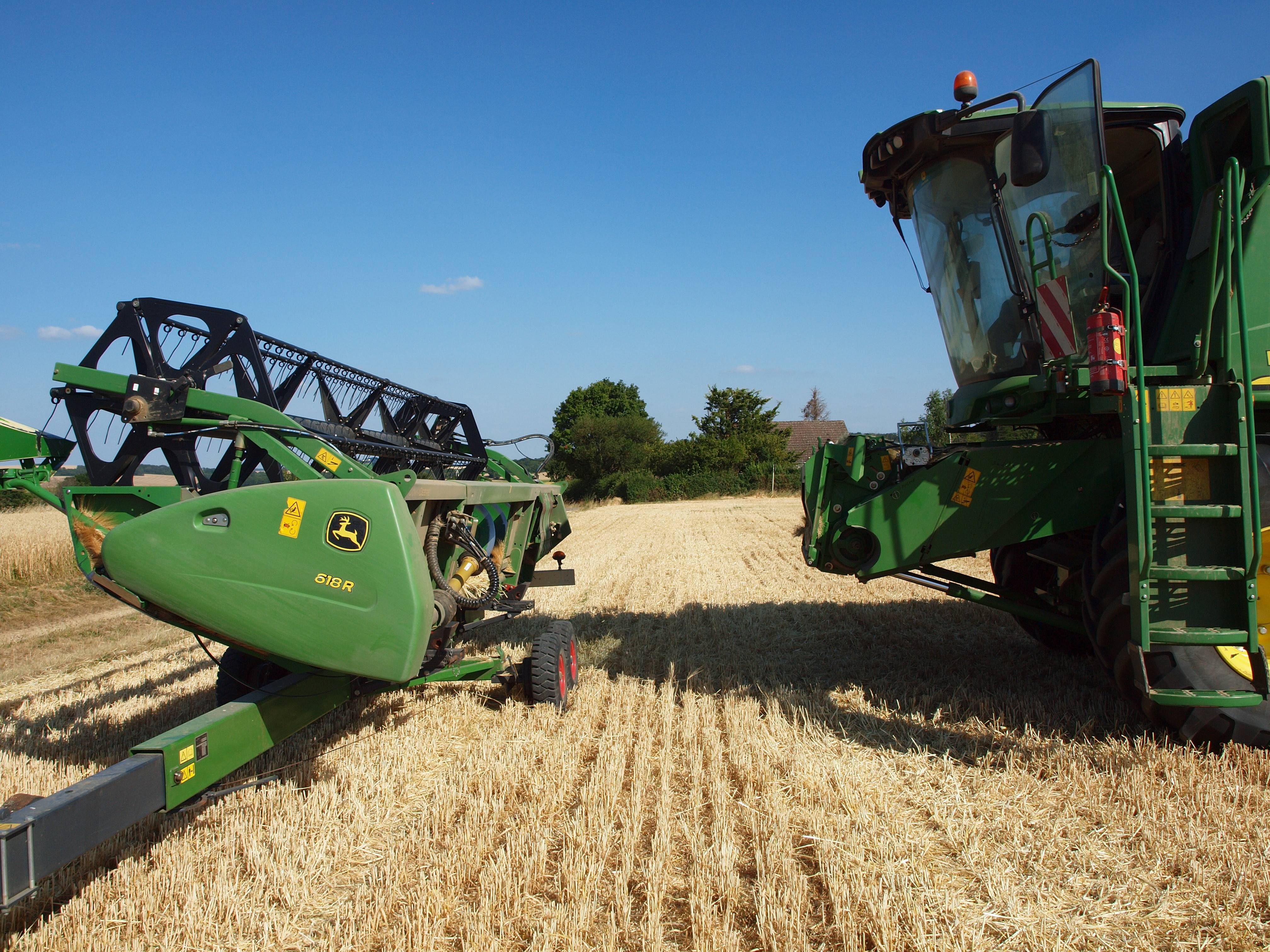
Dépose d'une coupe à céréales sur son chariot de transport. Il peut être attelé derrière la moissonneuse ou des véhicules variés.

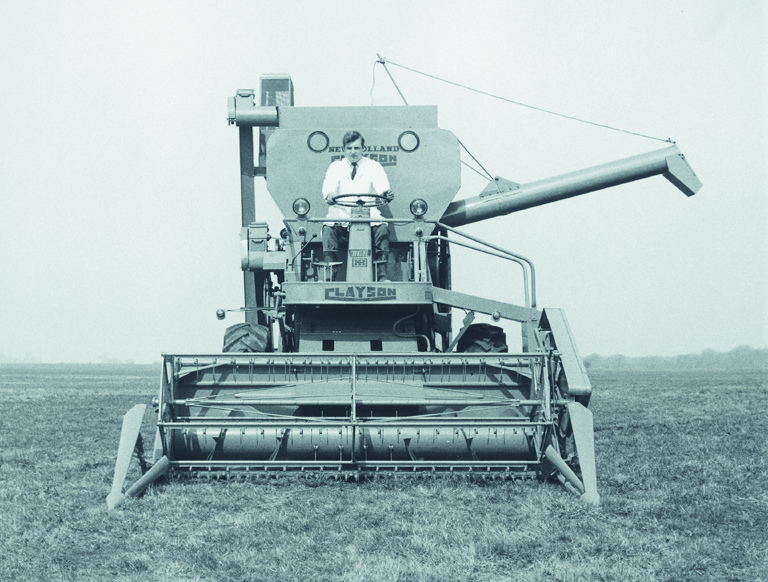
Clayson M 103 (1959, 80 ch). La trémie à grains avec sa vis de transfert ici déployée est placée derrière le conducteur.

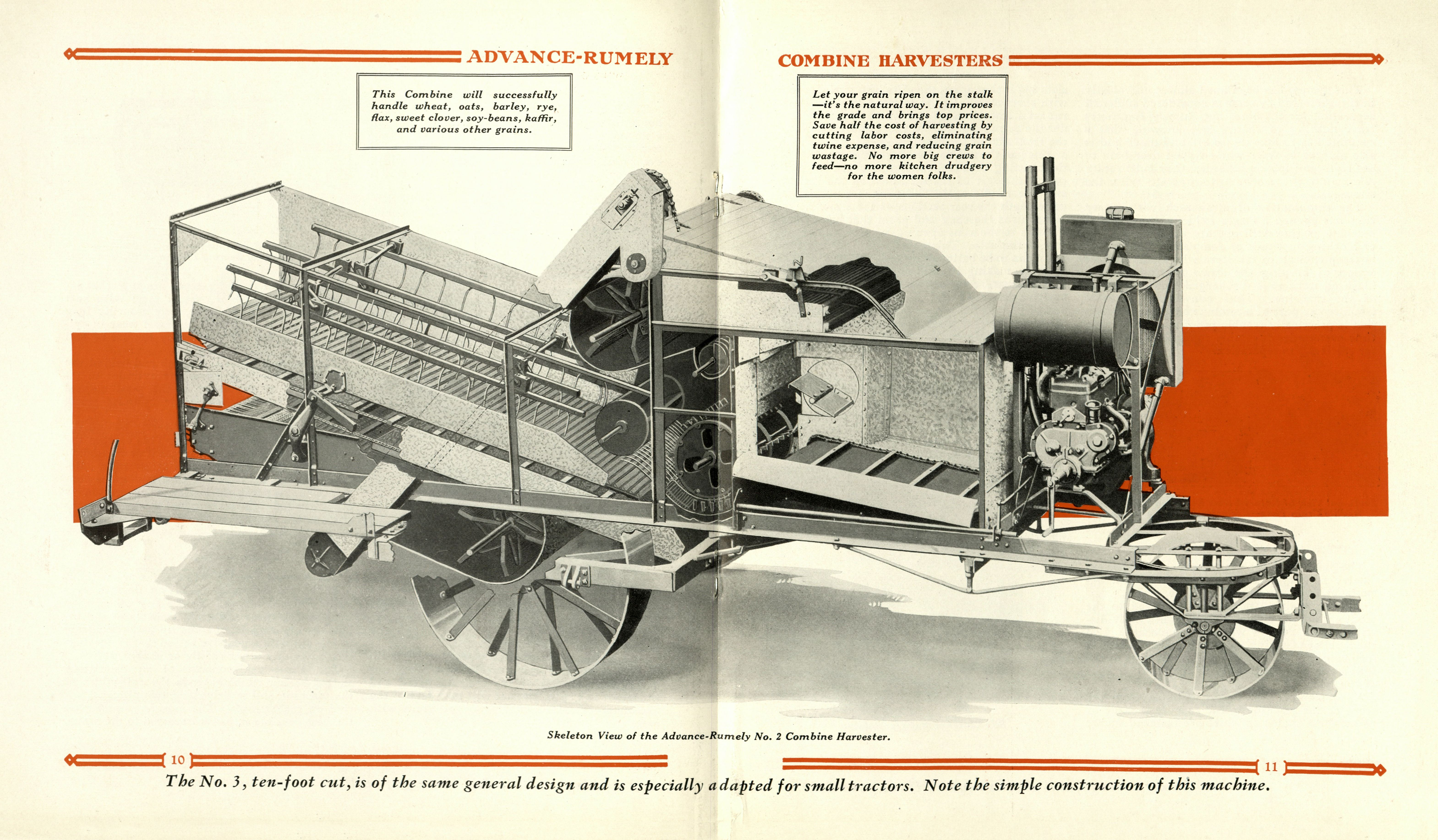
Ècorché d'une moissonneuse-batteuse tractée Advance-Rumely à moteur auxiliaire. La table de coupe n'est pas représentée. Le design général est très proche de celui d'une batteuse.

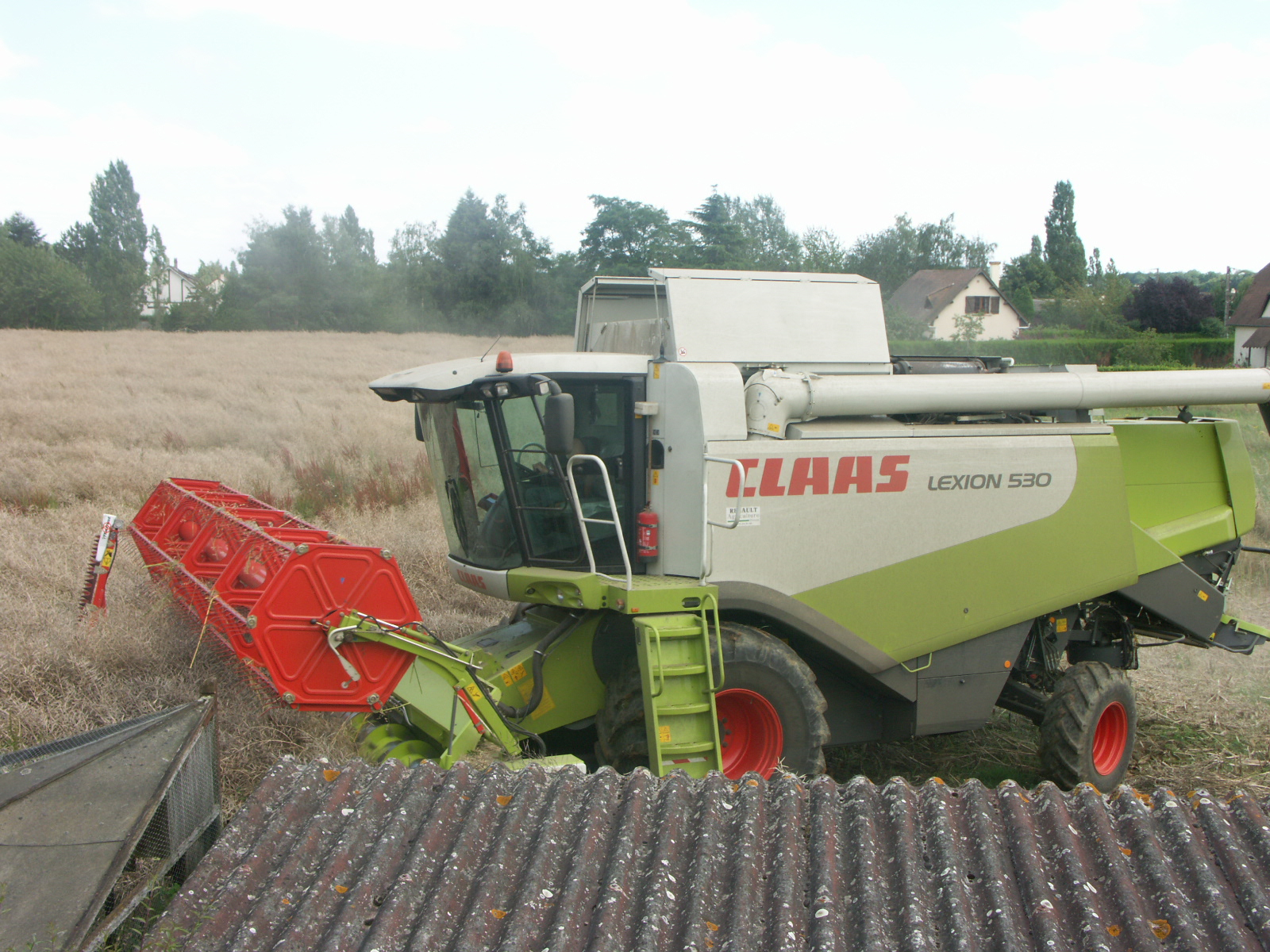
Claas Lexion 530 récoltant du colza, et en broyant les pailles. Remarquer les rabatteurs en position haute et la scie verticale à l'avant droit de la coupe. La vis de transfert est repliée probablement pour le détourage du champ.

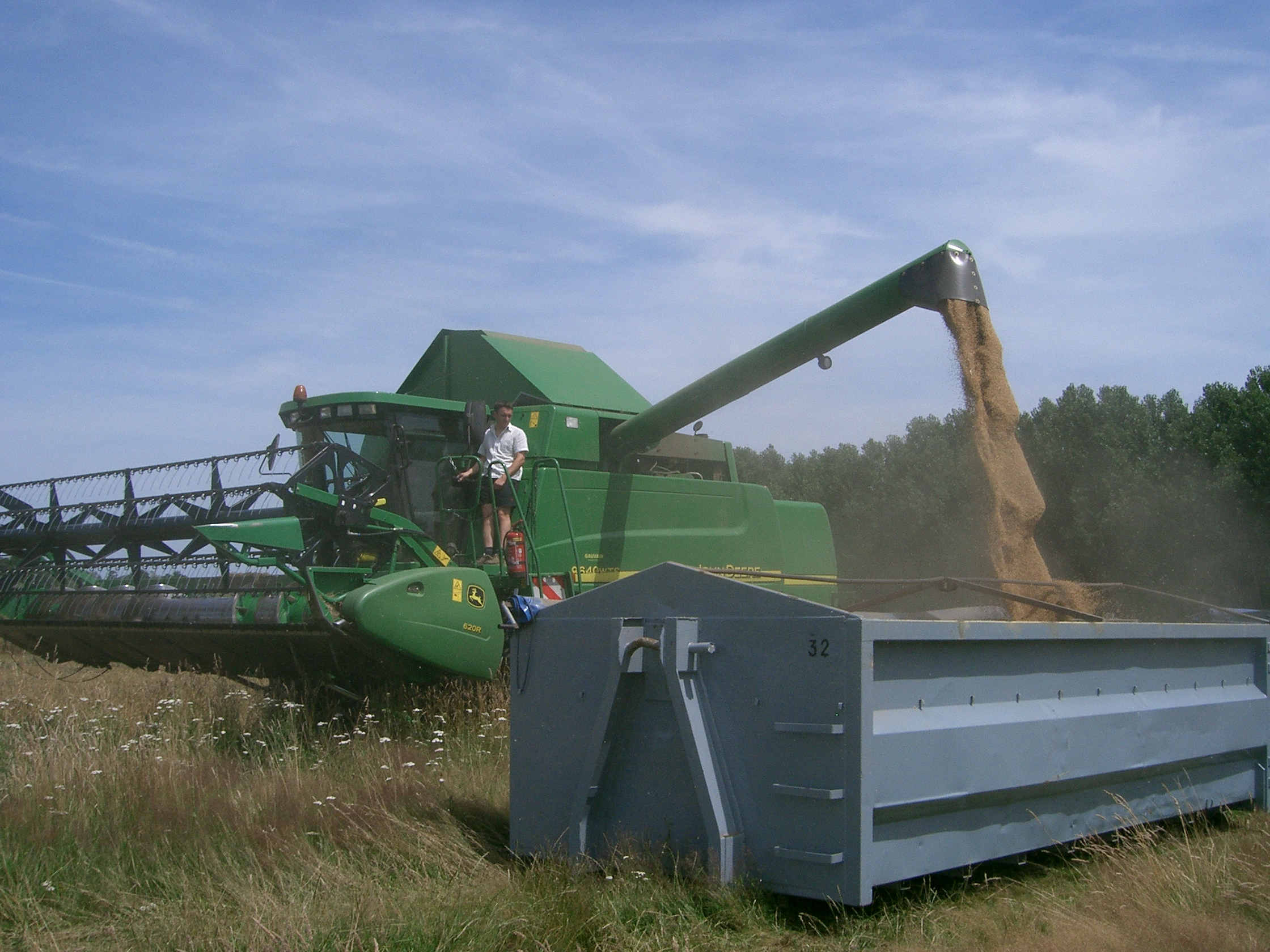
Déversement du grain de la trémie de la moissonneuse-batteuse (John Deere 9640 WTS) dans un conteneur standard au sol.

Une moissonneuse-batteuse comprend schématiquement :
- des organes de coupe :
  - barre de coupe pour céréales ou colza (pour ce dernier muni d'une scie verticale à droite ou à gauche ou des deux côtés. De plus, la barre de coupe peut être munie d'une rallonge de tablier permettant de réduire les pertes de grain lors de l'égrènement de ce dernier lors de la coupe),
  - cueilleurs à grains de maïs,
  - convoyeur ;
- organes de battage :
  - accélérateur de flux,
  - batteur ou rotor pour les axiales,
  - contre-batteur,
  - tire-paille,
  - secoueur (4 à 6) (n'est pas présent sur les machines à rotors),
  - twin-flow (spécifique à une marque) ;
- organes de nettoyage du grain :
  - table à grains,
  - Automotrice Massey-Harris 890 (1953-1961) munie d'un dispositif de triage et d'ensachage des grains et d'une presse à paille basse-densité. Cette formule était très appréciée en Europe dans les régions de polyculture-élevage.soufflerie ;
- organes de stockage du grain :

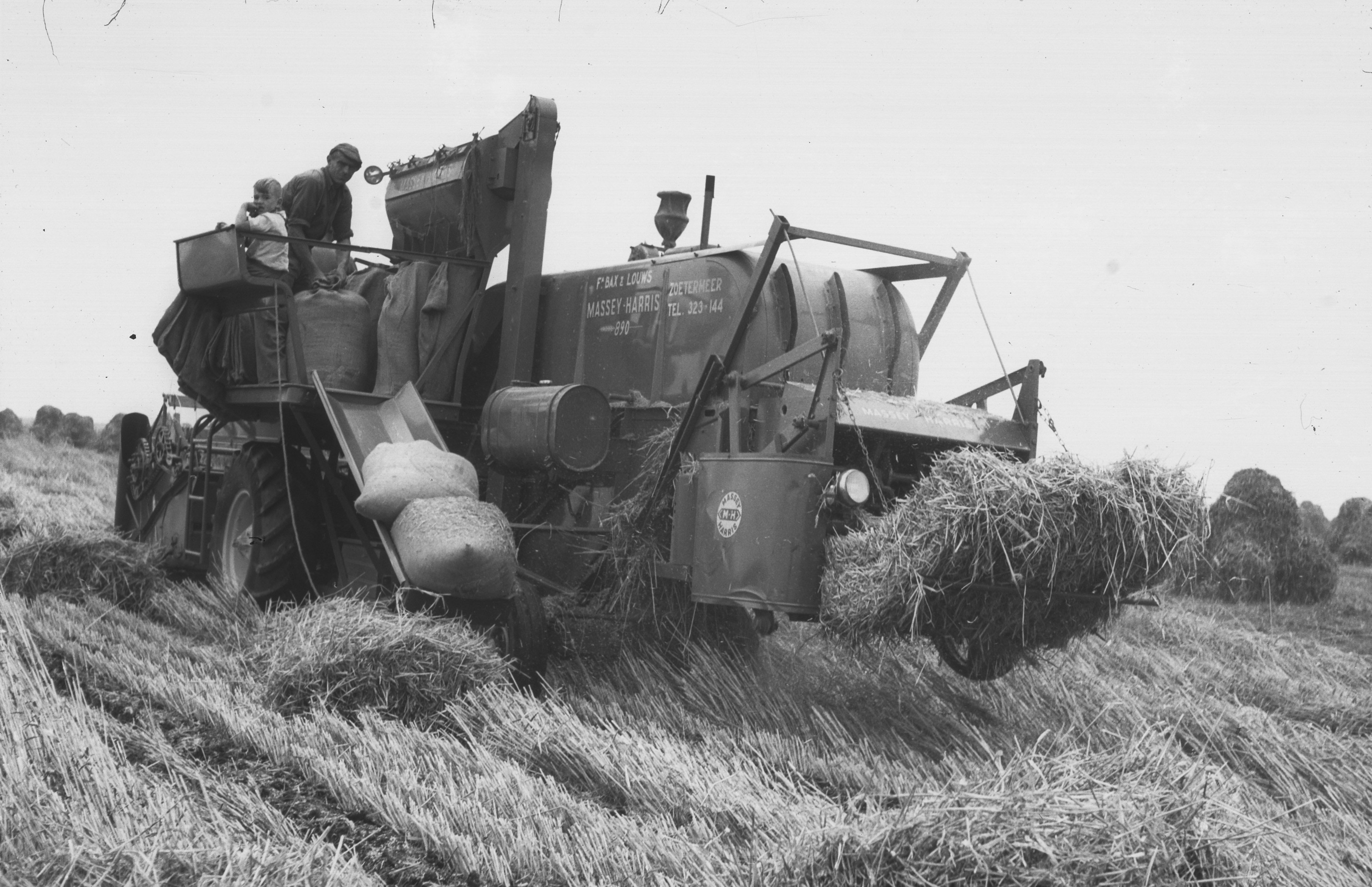
Automotrice Massey-Harris 890 (1953-1961) munie d'un dispositif de triage et d'ensachage des grains et d'une presse à paille basse-densité. Cette formule était très appréciée en Europe dans les régions de polyculture-élevage.

  - trémie à grains ou rarement une plate-forme d'ensachage ;
- organes de traitement de la paille :
  - broyeur de chaumes sous coupe,
  - éparpilleurs de paille,
  - hache-paille,
  - éventuellement autrefois une presse basse-densité.

## Typologie

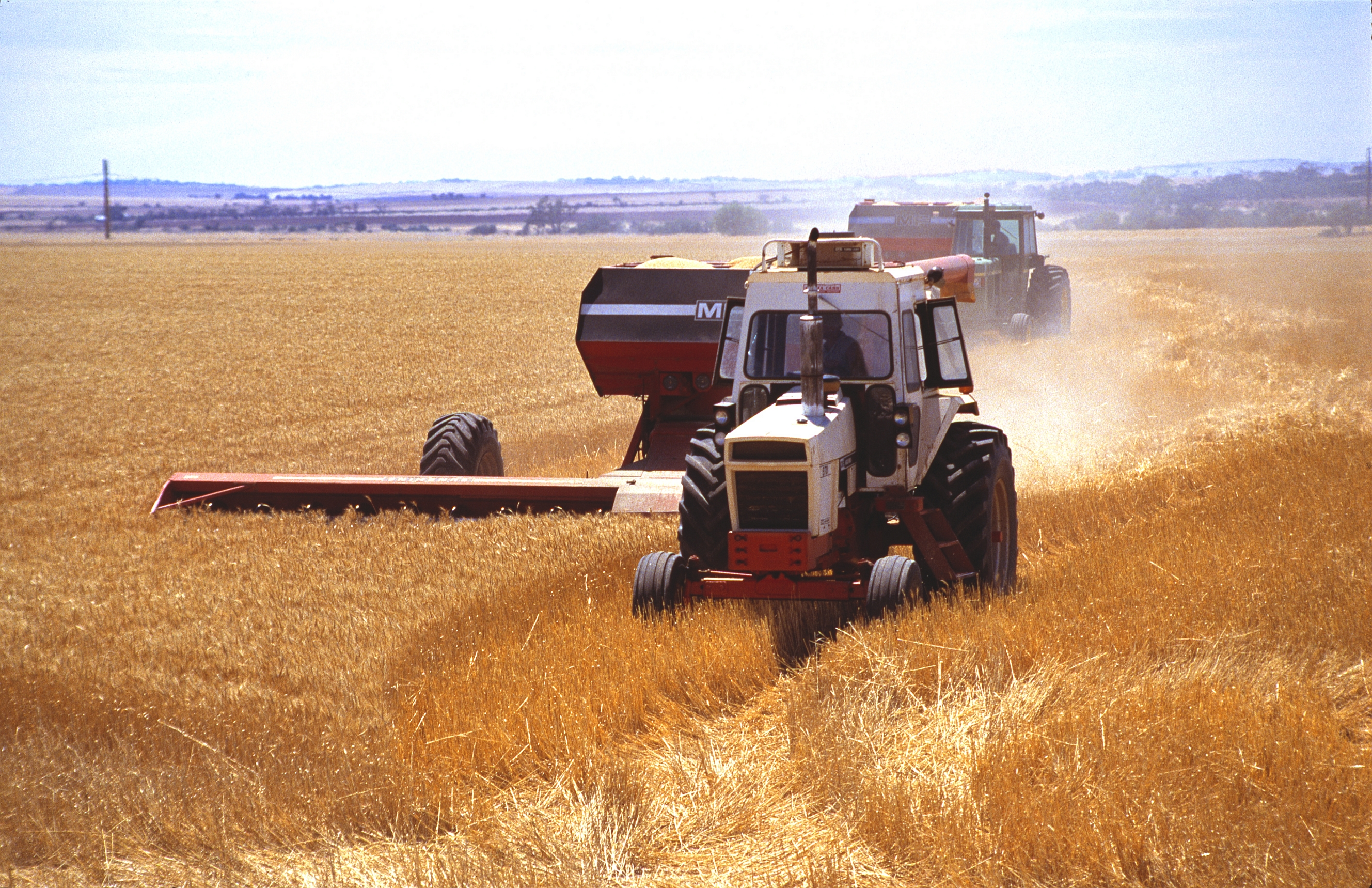
Tractées modernes Massey-Ferguson au travail, Australie, 2007.

Il existe deux familles de moissonneuses-batteuses, différenciées par leur système de séparation des grains :
- les machines dites « conventionnelles » utilisent un batteur transversal et des secoueurs ;
- les machines dites « axiales » utilisent divers systèmes, à base de rotors en position longitudinale effectuant à la fois battage et séparation.

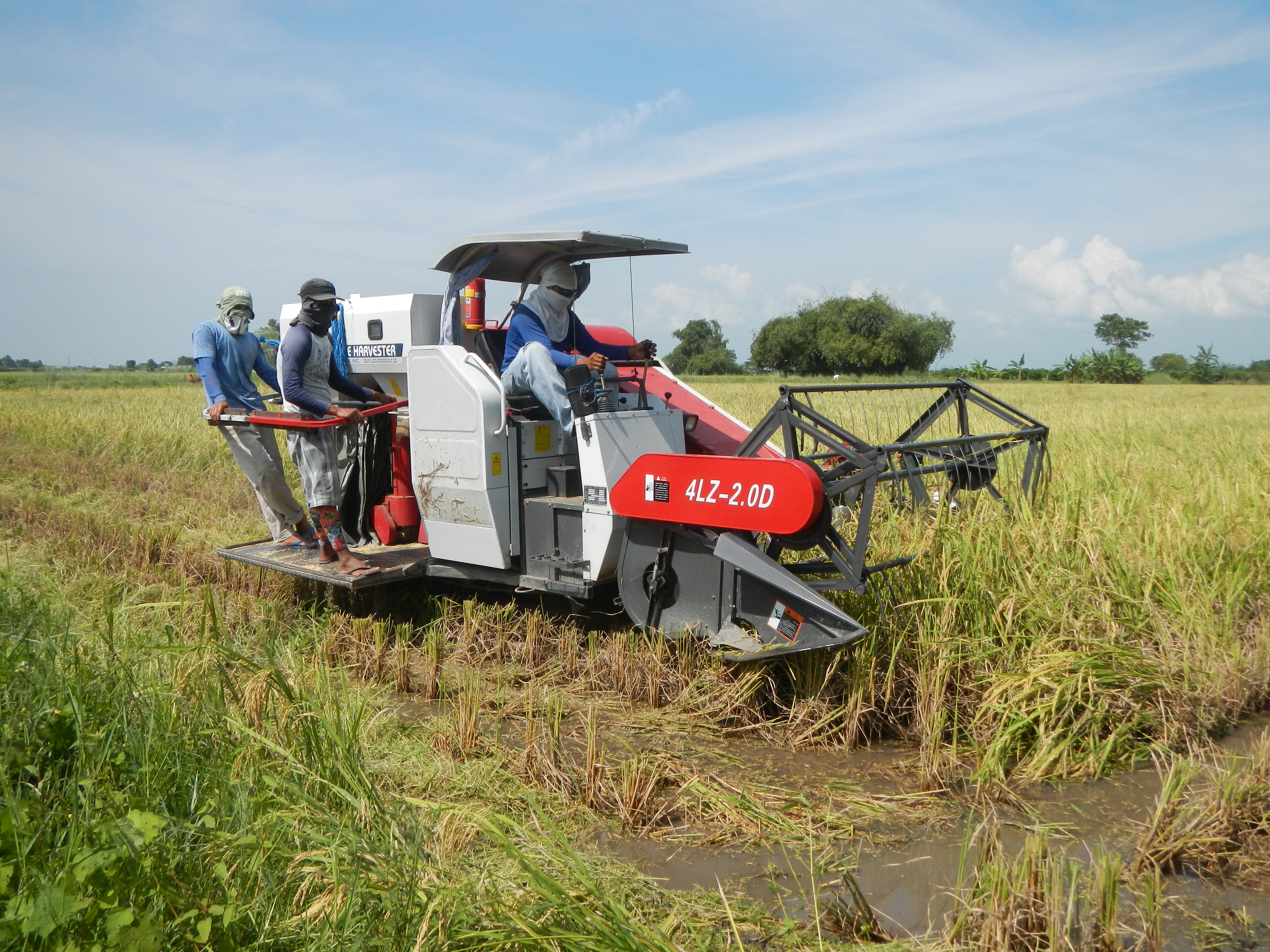
Récolte de riz aux Philippines avec une petite moissonneuse sur chenilles équipée d'une plate-forme d'ensachage, 2015.

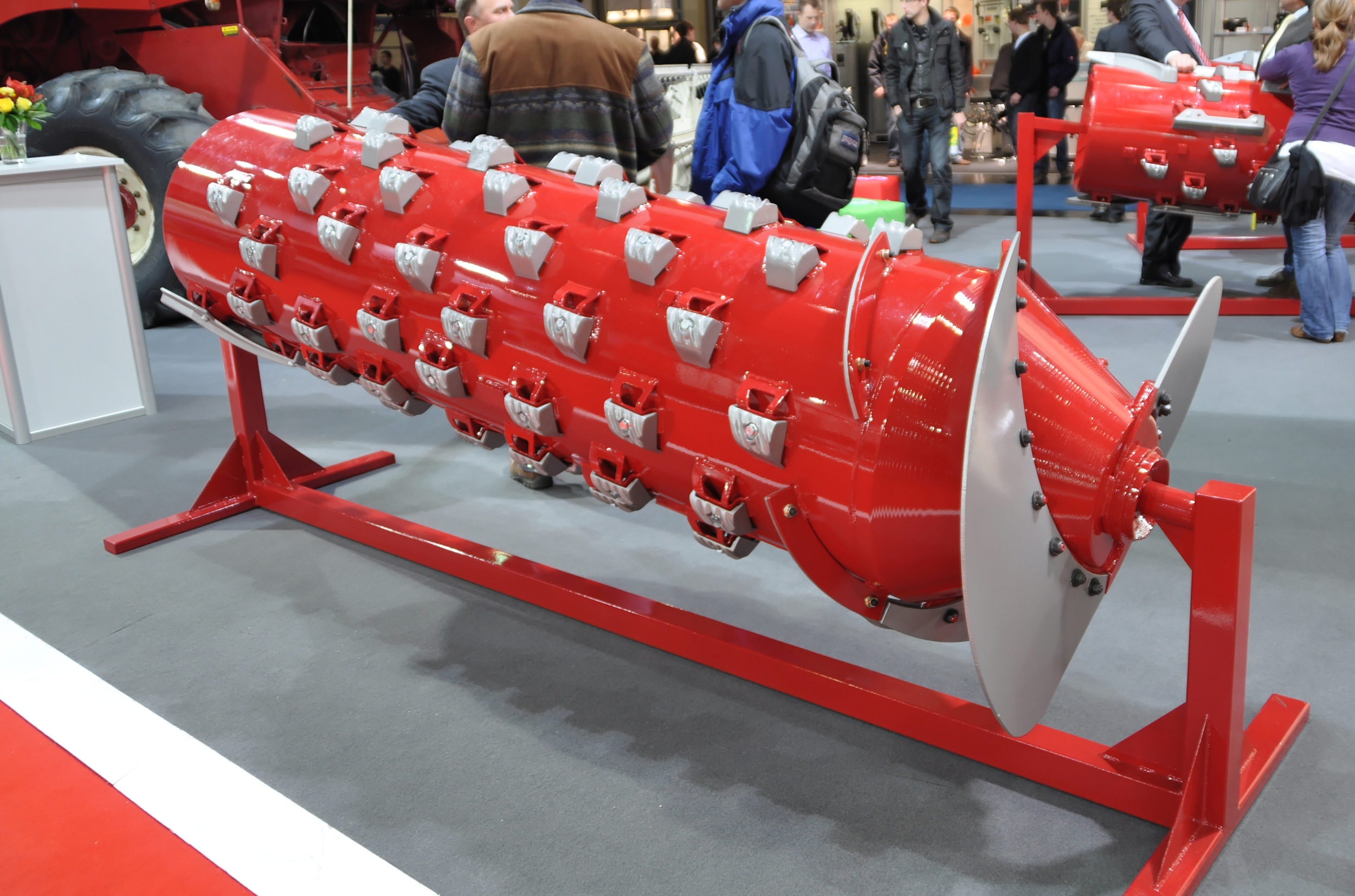
Rotor d'axiale (encastré dans le contre-batteur/contre-séparateur en conditions opérationnelles) avec sa vis d'alimentation côté droit et ses modules de battage à pointes régulièrement disposés.

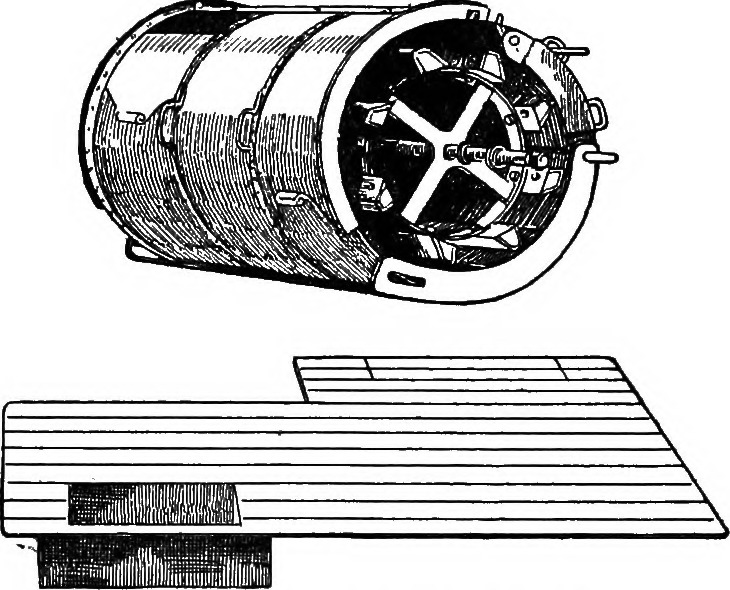
Batteur conventionnel dans son contre-batteur qui peut être resserré ou desserré suivant la céréale.

La différentiation automotrice/tractée a été historiquement importante mais aujourd'hui (2025) la plupart des moissonneuses-batteuses sont automotrices. Certains modèles tractés comme la Claas Super connurent un grand succès. Les automotrices sont généralement mues par un train avant moteur à roues larges, les roues arrière étant directrices. Il existe des machines à quatre roues motrices et des machines à chenilles (simple train ou double train).

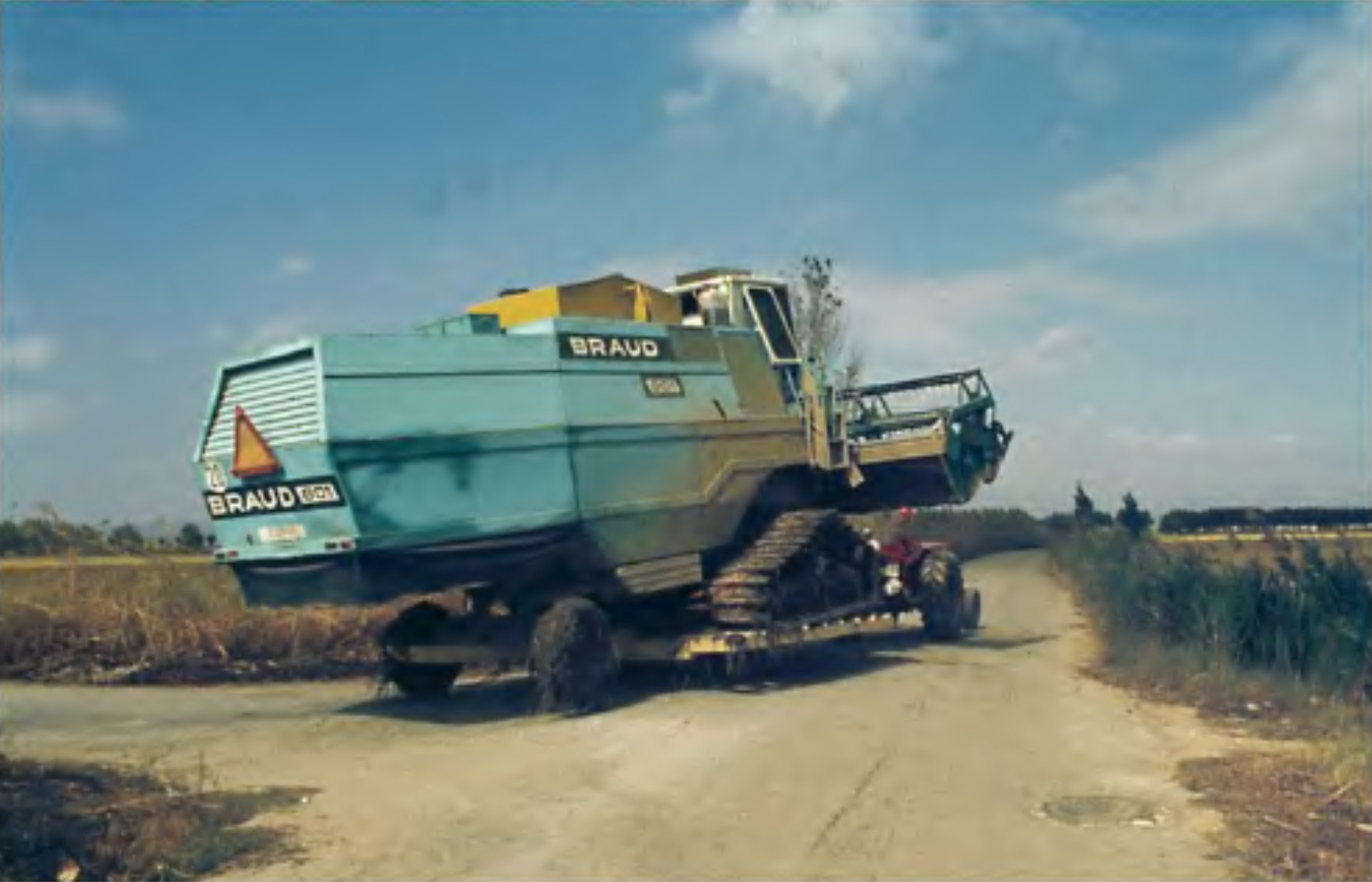
Transport d'une Braud 801 équipée de chenilles pour la récolte du riz, Delta de l'Èbre, 1981.

## Coûts
Les moissonneuses-batteuses sont des machines onéreuses (de 100 000 à plus de 500 000 euros neuves), et d'une utilisation ponctuelle et saisonnière mais intensive. De ce fait, elles sont souvent exploitées par des coopératives, des groupements d'agriculteurs (CUMA) ou des entrepreneurs spécialisés (ETA).

## Environnement
L'apparition du matériel agricole lourd découle d'une série de progrès et de stratégies techniques. Ceux-ci ont été permis par le charbon et la machine à vapeur, puis par le pétrole et le moteur à explosion et le développement de machines solides et rustiques après la Première Guerre mondiale. L'apparition des grandes moissonneuses-batteuses a été l'une des causes des profondes modifications du paysage agricole et rural, qui se sont notamment produites en Europe de l'Ouest au travers des remembrements et dans les pays totalitaires via les regroupements de terres agricoles. Les moissonneuses larges et hautes ne pouvant emprunter les anciens petits chemins, leur usage n'était pas compatible avec le maintien des structures bocagées, ou des zones maillées de fossés, de chemins, de talus et mares autrefois très présents dans les zones cultivées.
Leur poids peut contribuer au tassement des sols en conditions de récolte humides principalement pour les  moissons de maïs et de sorgho (voir Compaction du sol).
Les moissonneuses modernes tuent de nombreux animaux cachés dans la paille ; certaines précautions peuvent être prises pour limiter cet effet : dispositifs d'effarouchement, début de la moisson par des bandes en milieu de parcelle, hauteur de coupe plus élevée, broyage de la paille simultané lorsque c'est possible.
L'usage des broyeurs à paille sur les moissonneuses assure la restitution directe de matière organique au sol.

## Constructeurs

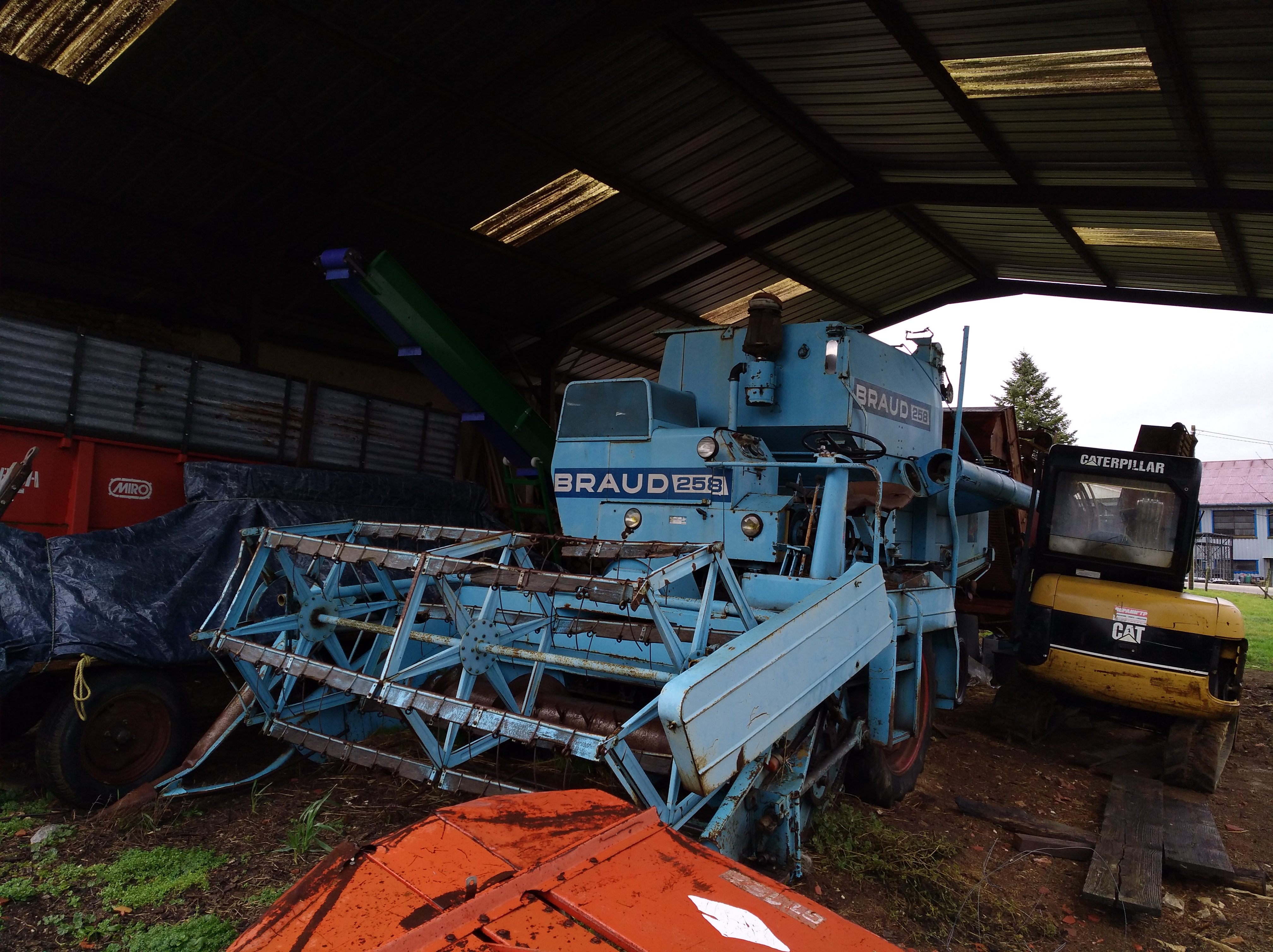
Braud 258. Braud était un fabricant français dont les machines ont connu un certain succès de 1908 à 1988.

- Bourgoin SAS[19]
- Braud (disparue)
- Case IH
- Caterpillar
- Claas
- Claeys
- Clayson (racheté par New Holland)
- Deutz-Fahr
- John Deere
- Gleaner
- Gomselmash
- Fendt
- Laverda
- Lanz (racheté par John Deere)
- Massey Ferguson
- Metalfor-Araus
- New Holland
- Rostselmash
- Sampo-Rosenlew
- Sfv
- Vassalli
- White
- Rivierre-Casalis
- Wintenberger
- Ford